# Дамско сърце (род)
Дамското сърце (Dicentra) (от гръцки dís „два пъти“ и kéntron „шпора“), известно и като кървящо сърце, е род от осем вида тревисти растения, чиито цветове наподобяват по форма сърце, и фино разделени листа. По произход е от Източна Азия и Северна Америка.
С името „дамско сърце“ и „кървящо сърце“ са известни и отделните видове от рода. Също под името „дамско сърце“ е известен и вида Lamprocapnos spectabilis, който е бивш представител на рода.

## Описание
Цветовете имат две малки чашелистчета и четири венчелистчета. Цветята са двусиметрични: двете външни венчелистчета са заострени или нагънати в основата и извити навън или назад на върха, а двете вътрешни със или без гребен на върха. Всички листа са в базална розетка, а цветовете са на безлистни дръжки. При други родове с бисиметрични сърцевидни цветя (Lamprocapnos, Dactylicapnos, Ichtyoselmis, Ehrendorferia) листата растат както по стъблата, така и от корена. Всяка от двете съставни тичинки е съставена от една средна и две странични половинки тичинки, слети заедно. Тичинките и плодникът се държат между вътрешните венчелистчета.
Семената с елайозоми се носят в дълги капсули.
Всички части са отровни при поглъщане.

## Таксономия
Родът „дамско сърце“ включва растения, чиито цветя и листа растат по стъблата директно от корените. Видовете с разклонени стъбла са били включени в рода, но сега са преместени в други родове.
| Изображение | Научно име                           | Популярно име                       | Разпространение                                                                              |
| ----------- | ------------------------------------ | ----------------------------------- | -------------------------------------------------------------------------------------------- |
|             | Dicentra canadensis (Goldie) Walp.   | squirrel-corn                       | Източна Северна Америка                                                                      |
|             | Dicentra cucullaria (L.) Bernh.      | Dutchman's-breeches                 | Източна Северна Америка, с отделно население в басейна на Колумбия                           |
|             | Dicentra eximia (Ker-Gawl.) Torr.    | fringed bleeding-heart, turkey-corn | Планините Апалачи                                                                            |
|             | Dicentra formosa (Haw.) Walp.        | western or Pacific bleeding-heart   | Тихоокеанско крайбрежие на Северна Америка                                                   |
|             | Dicentra nevadensis Eastw.           | Sierra bleeding-heart               | Върховете на Сиера Невада в окръг Тюлери и Фресно, ендемични за Централна Източна Калифорния |
|             | Dicentra pauciflora S. Wats.         | short-horn steer's-head             | Орегон и Калифорния                                                                          |
|             | Dicentra peregrina (Rudolphi) Makino | komakusa                            | Япония, Курилските острови, остров Сахалин и североизточен Сибир                             |
|             | Dicentra uniflora Kellogg            | long-horn steer's-head              | Западна част на САЩ                                                                          |

## Култивиране
Има няколко хибрида и сорта, включващи Dicentra eximia, Dicentra formosa и Dicentra peregrina (маркираните с agm са печелили Наградата за градинарски заслуги на Кралското градинарско общество), включително:
- Dicentra 'Aurora' – Dicentra formosa × Dicentra eximia – white flowers
- Dicentra formosa 'Bacchanal' (agm)[3] – deep red
- Dicentra 'Ivory Hearts' – Dicentra peregrina × Dicentra eximia 'Alba' – white
- Dicentra 'King of Hearts' – Dicentra peregrina × (Dicentra formosa subsp. oregana × Dicentra eximia)
- Dicentra formosa 'Langtrees' (agm)[4]
- Dicentra 'Luxuriant' (agm)[5] – Dicentra formosa × Dicentra eximia × Dicentra peregrina
- Dicentra 'Stuart Boothman' (agm)[6]